# Récepteur cholinergique

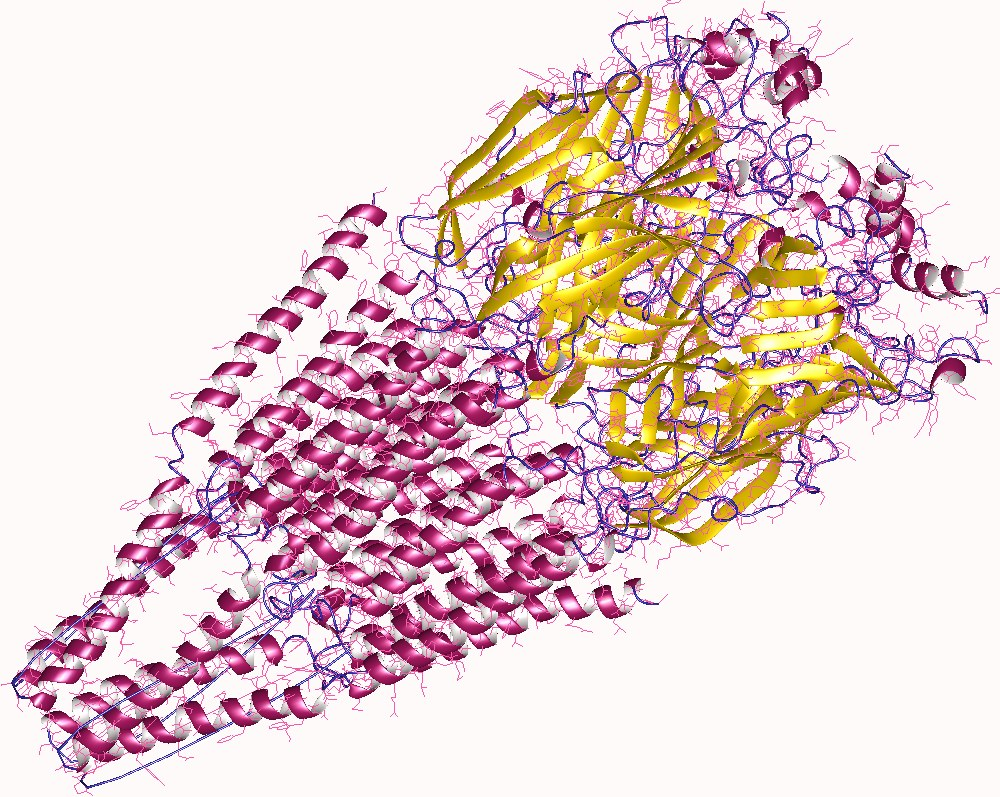
Hétéropentamère de récepteur acétylcholine nicotinique de Torpedo marmorata.

Dans le système cholinergique, les récepteurs cholinergiques sont des protéines transmembranaires capables de lier l'acétylcholine libérée dans le milieu extracellulaire, et d'induire par la suite un signal à l'intérieur du cytoplasme. Ce sont des récepteurs membranaires sans activité enzymatique de type canal ionique. 

## Récepteurs cholinergiques
Il en existe plusieurs types, dont : 
- récepteur nicotinique (récepteur ionotrope) ;
- récepteur muscarinique (récepteur métabotrope).